# Biserica de lemn din Pietrari

Biserica de lemn din Pietrari, foto: 2009

Sfânta Treime şi Maica Domnului. Pictură în biserica de lemn din Pietrari. Foto: 2009

Biserica de lemn din Pietrari, județul Vâlcea, a fost atestată pentru prima oară la 23 mai 1536 într-un document emis de Radu Paisie Voievod.